# 찍개

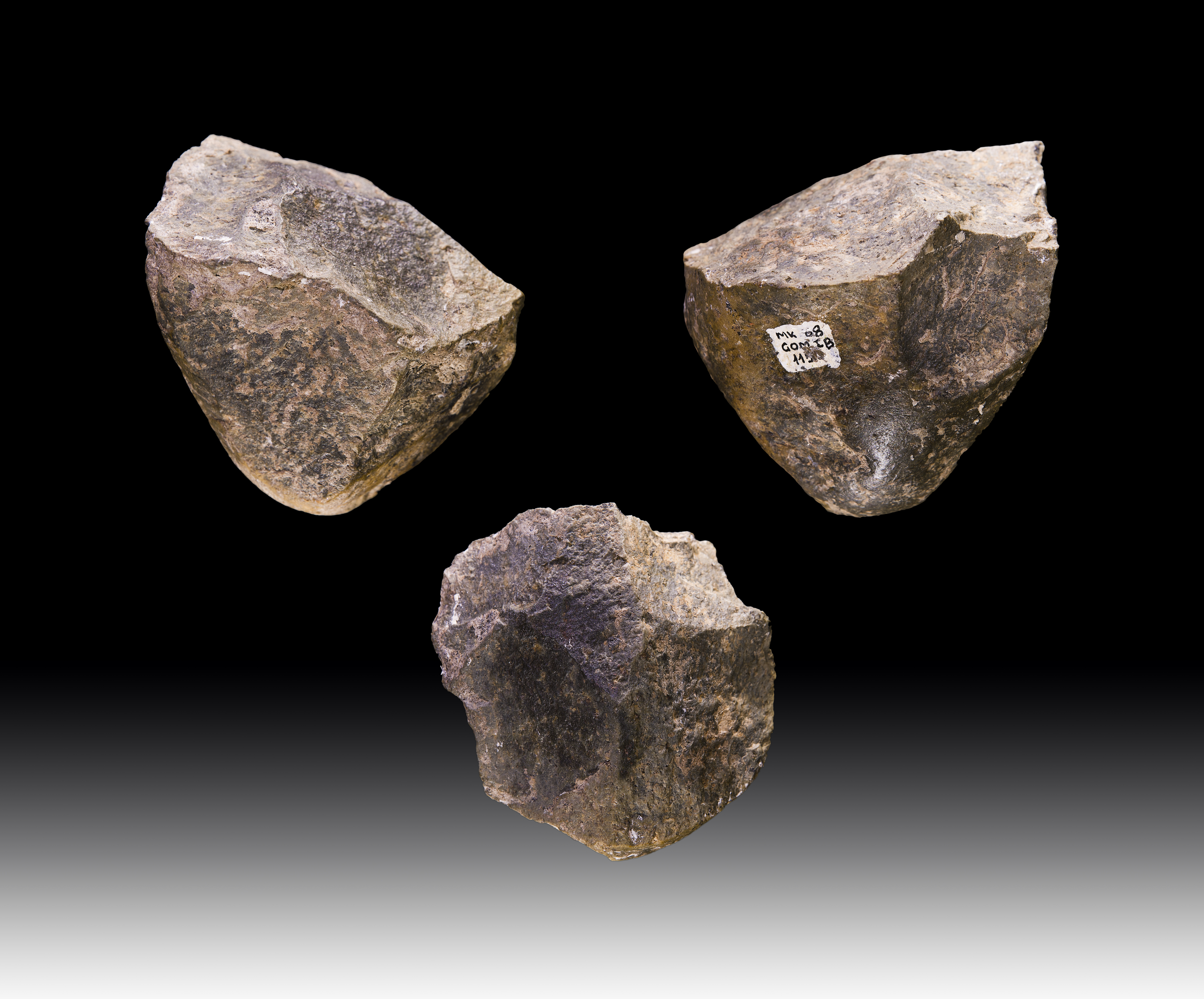
올도완 문화의 찍개.

찍개(chopper)는 조약돌의 한쪽을 깨뜨려 날을 만들고 반대쪽은 원석 그대로 두어 손잡이로 삼는 도구이다.
가장 원시적인 뗀석기로, 250만 년 전-120만 년 전 전기 구석기 시대에 만들어졌다. 1930년대에 탄자니아의 올두바이 협곡에서 최초로 발굴되었다.
| 전임 호르네지테프의 미라 | 제2대 100대 유물로 보는 세계사 | 후임 주먹도끼 |

## 같이 보기
- 올도완 문화